# Наіль Ісмайлов
Наíль Ісмáйлов (повне ім'я: Наіль Ельман Ісмайлов; 3 липня 1989, м. Дніпро, Україна) — український письменник.

## Життєпис
До 13 років жив та навчався у м. Дніпро, після чого переїхав з батьками до Азербайджану, де закінчив школу та економічний факультет Державного економічного університету (м. Баку) за спеціальністю «Оцінювання». Повернувшись в Україну, довгий час працював за фахом у банківській сфері.
Майстер спорту з кікбоксингу, володар чорного поясу (перший дан) з таеквондо.
Деякий час викладав таеквондо дітям у школі № 33 м. Дніпро. Закінчив музичну школу по класу вокалу.
Вільно володіє п'ятьма мовами: українською, російською, англійською, азербайджанською та турецькою. 
Наразі автор живе у м. Дніпро та працює у сфері інформаційних технологій.
Наіль Ісмайлов бере активну участь у соціальних акціях: передав свої книги у бібліотеки української діаспори м. Праги, виступав перед підлітками у рамках проекту «Соціалізація випускників-підлітків дитячих будинків міста Дніпра», засновником якого є ГО «Інститут культурного спадку» (м. Дніпро), перераховує кошти від продажу книг на благодійність.

## Літературна творчість
Творчий шлях розпочав у 12 років з поезії, активно відвідував літературні студії. Згодом сконцентрувався на прозі та визначив для себе основний жанр — роман.
Першим творчим доробком Наіля Ісмайлова став роман «Мелодія осені», який вийшов друком у Дніпрі у 2017 році. Роман схвально сприйняли читачі, автор неодноразово ставав гостем телепередач та редакцій газет в Україні та за кордоном.
Другий роман Наіля Ісмайлова — «По небу вниз» (2018) вийшов у Літературній агенції «Друге дихання» за підтримки Національної спілки письменників України (НСПУ). Презентували роман 13 листопада 2018 року в Українському фонді культури за участі відомих українських прозаїків та літературних критиків (Володимир Даниленко, Олександр Бакуменко, Сергій Соловйов), які назвали нову книгу автора перспективною та нетиповою, охарактеризувавши її як «містично-любовний роман».
Основні теми творчості Наіля Ісмайлова — кохання, сімейні цінності, віра у справжні почуття.
Перевагу надає класичному романтизмові із притаманними йому стильовими особливостями та типом героїв.
9 лютого 2019 року у Національній бібліотеці України імені Ярослава Мудрого відбувся творчий вечір Наіля за участі журналістів, перекладачів, філологів, книговидавців та відомих письменників. Вступне слово про творчість Наіля Ісмайлова сказав прозаїк Володимир Даниленко, у видавництві якого побачив світ роман «По небу вниз». Кошти від продажу книг спрямовано на благодійність.
У 2019 році автор став дипломантом «Всеукраїнського літературного конкурсу Dnipro Book Fest 2019» у номінації: «Прозові твори (романи/повісті)» за роман «По небу вниз». Також вийшла стаття про творчість Наіля Ісмайлова у Культурно-політичному місячнику для українців у Чеській Республіці «Пороги» (№ 4/2019).
У листопаді 2019 року на передачі «Ранок з UA: Дніпро» автор представив свій третій роман «Без імені та по батькові». У цій книзі Наіль торкнувся теми стосунків між людьми, які не приймаються суспільством, але залишаються бути у всіх перед очима.